# Belgiens Grand Prix 1950
Belgiens Grand Prix 1950 var det femte av sju lopp ingående i formel 1-VM 1950.  Detta var det första F1-loppet som kördes i Belgien.

## Resultat
1. Juan Manuel Fangio, Alfa Romeo, 8 poäng
2. Luigi Fagioli, Alfa Romeo, 6
3. Louis Rosier, Talbot-Lago-Talbot, 4
4. Nino Farina, Alfa Romeo, 3+1
5. Alberto Ascari, Ferrari, 2
6. Luigi Villoresi, Ferrari
7. Pierre Levegh, Talbot-Lago-Talbot
8. Johnny Claes, Ecurie Belge (Talbot-Lago-Talbot)
9. Geoff Crossley, Geoffrey Crossley (Alta)
10. Antonio Branca, Antonio Branca (Maserati)

### Förare som bröt loppet
- Eugène Chaboud, Ecurie Lutetia (Talbot-Lago-Talbot) (varv 22, oljerör)
- Raymond Sommer, Raymond Sommer (Talbot-Lago-Talbot) (20, oljetryck)
- Philippe Étancelin, Talbot-Lago-Talbot (15, överhettning)
- Yves Giraud-Cabantous, Talbot-Lago-Talbot (2, oljerör)